# Nemo potest duobus dominis servire
La locuzione latina Nemo potest duobus dominis servire, tradotta letteralmente, significa nessuno può servire due padroni. (Matteo 6,24)
Con questa espressione Gesù ricorda che non è possibile servire contemporaneamente due padroni, che nel contesto del Vangelo sono Dio e Mammona, cioè la ricchezza. Mammona è il nome di un demone -probabilmente di origine fenicia, e simboleggia Satana.
Il termine "ricchezza" è tuttavia equivoco e limitativo. Nei Vangeli come in tutta la Bibbia si contrasta chi vuole accumularsi un tesoro in terra invece che "nei cieli". In termini laici, nella Bibbia si contrasta chi pensa al proprio potere, e si sostengono le ragioni del Bene, cioè Verità e Giustizia (una giustizia e una verità che non sono quelle, pur necessarie e utili, delle società umane, ma qualcosa di simile al Princìpi di Incompletezza di Kurt Gödel, là dove il logico-matematico afferma che nessun sistema può essere completamente definito e perfezionato dal suo interno. L'Esterno di Gödel nella società umana (se la consideriamo analogicamente come un "sistema assiomatico") nel cristianesimo è la fede che nasce dalla vita e le azioni di Cristo. La frase sui due padroni quindi richiama la distinzione primaria tra Bene e male, e non la distinzione sociale tra chi cerca la ricchezza e chi si accontenta di ciò che ha. Infatti anche in testi come "L'uomo in rivolta" di Albert Camus troviamo una marcata divisione tra bene e male, là dove la collettivizzazione della colpa non diluisce, giustifica, annulla ogni "peccato" o "violenza", mentre prevale invece la responsabilità individuale.
```
Allo stesso modo la famosa frase attribuita a 
Voltaire
 sulla tolleranza è in origine divisa in due parti: 1) 
Combatterò
 fino in fondo le tue idee, se sono contrarie alle mie; 2) ma mi batterò fino in fondo perché 
tu abbia diritto
 di esprimerle
". 
```

Se si prende in considerazione solo la seconda parte del testo di Voltaire, si sbaglia e così facendo si riducono per esempio tutte le guerre a una lotta tra nazioni ricche contro nazioni povere. Ma non è così, se non nel colonialismo: Hitler non attaccò Francia e Regno Unito perché erano povere nazioni da conquistare. Interpretazioni errate rischiano di giustificare guerre, terrorismi e crimine, trasformando il male in un sacrificio eroico.
La scelta di "Nemo potest duobus dominis servire" è quella di sempre: 'Da che parte stare?'. Pertanto il termine "Mammona" non indica automaticamente "ricchezza materiale", ma ha un insieme di significati, come opporre la ricchezza del Bene a quella dell'egoismo. Scegliere inoltre di non schierarsi, come nella "Zona grigia" di Primo Levi e Renzo de Felice- che include anche gli ignavi di Dante Alighieri, significa essere adoratori e schiavi di sé stessi. Ma anche questa è una scelta errata e illusoria, come quella del ladro e di chi mette il potere personale davanti a quello degli altri. I tesori vanno cercati "nel cielo", dove durano, e non "nel breve percorso terreno. Ecco di nuovo la sola scelta del "Nemo potest". La scelta di "Nemo potest duobus dominis servire" è invece quella di sempre: 'Da che parte stare?'. Pertanto il termine "Mammona" non indica automaticamente "ricchezza materiale", ma un insieme di significati, come la ricerca del potere, l'egoismo, la scelta di ignorare Dio. Scegliere inoltre di non schierarsi, come nella "Zona grigia" di Primo Levi e Renzo de Felice- che include anche gli Ignavi di Dante Alighieri, significa essere comunque adoratori e schiavi di sé stessi. I tesori vanno cercati "nel cielo", dove durano, e non nel breve percorso terreno. Dato che l'umanità ha un impulso irresistibile a essere asservita a se stessa, oppure a "Mammone" (che è la personificazione dello stesso problema), la libertà umana finisce per escludere l'essere schiava dell'amore per il Messia, dato che la strada dell'egoismo e del male verso Dio e gli altri è sempre facile e in discesa.